# C'est pas tout à fait la vie dont j'avais rêvé
Pour plus de détails, voir Fiche technique et Distribution.
C'est pas tout à fait la vie dont j'avais rêvé est un film français réalisé par Michel Piccoli, sorti en 2005.

## Synopsis
Un homme, deux appartements identiques, une femme, une maîtresse, une domestique.
Un homme partage sa vie entre l'appartement qu'il habite avec sa femme, celui qu'il occupe avec sa maîtresse, et son club.
Avec la complicité de sa domestique, il dépouille l'une pour faire des cadeaux à l'autre. A l'une, il n'offre que des parties de Scrabble jouées dans le silence, à l'autre, déclarations et bouquets de fleurs quotidiens..

## Fiche technique
- Titre : C'est pas tout à fait la vie dont j'avais rêvé
- Réalisation : Michel Piccoli
- Scénario : Michel Piccoli et Ludivine Clerc
- Musique : Arno
- Photographie : Sabine Lancelin
- Montage : Catherine Quesemand
- Décors : Yves Fournier
- Costumes : Pierre Canitrot
- Production : Paulo Branco
- Société de production : Gémini Films
- Pays d'origine :  France
- Budget : 1,74 million d'euros
- Format : couleurs - 1,85:1 - Dolby Digital - 35 mm
- Genre : comédie dramatique
- Durée : 75 minutes
- Dates de sortie : 19 mai 2005 (Festival de Cannes), 18 janvier 2006 (France)

## Distribution
- Roger Jendly : le mari
- Michèle Gleizer : la femme
- Élisabeth Margoni : la maîtresse
- Monique Éberlé : la gouvernante
- Nicolas Barbot : le petit garçon